# Dreigurtbrücke (Düren)
Die Dreigurtbrücke ist eine unter Denkmalschutz stehende Eisenbahn-Dreigurtbrücke über die Rur in Düren, Nordrhein-Westfalen. Auf ihr überquert die Schnellfahrstrecke Köln–Aachen den Fluss. Die zweigleisige Brücke ist eine dreigurtige, genietete Stahlfachwerkbrücke von 78 Metern Spannweite und 14,80 Metern Höhe. Der Abstand zwischen den beiden Untergurten beträgt 13,50 Meter.

## Geschichte

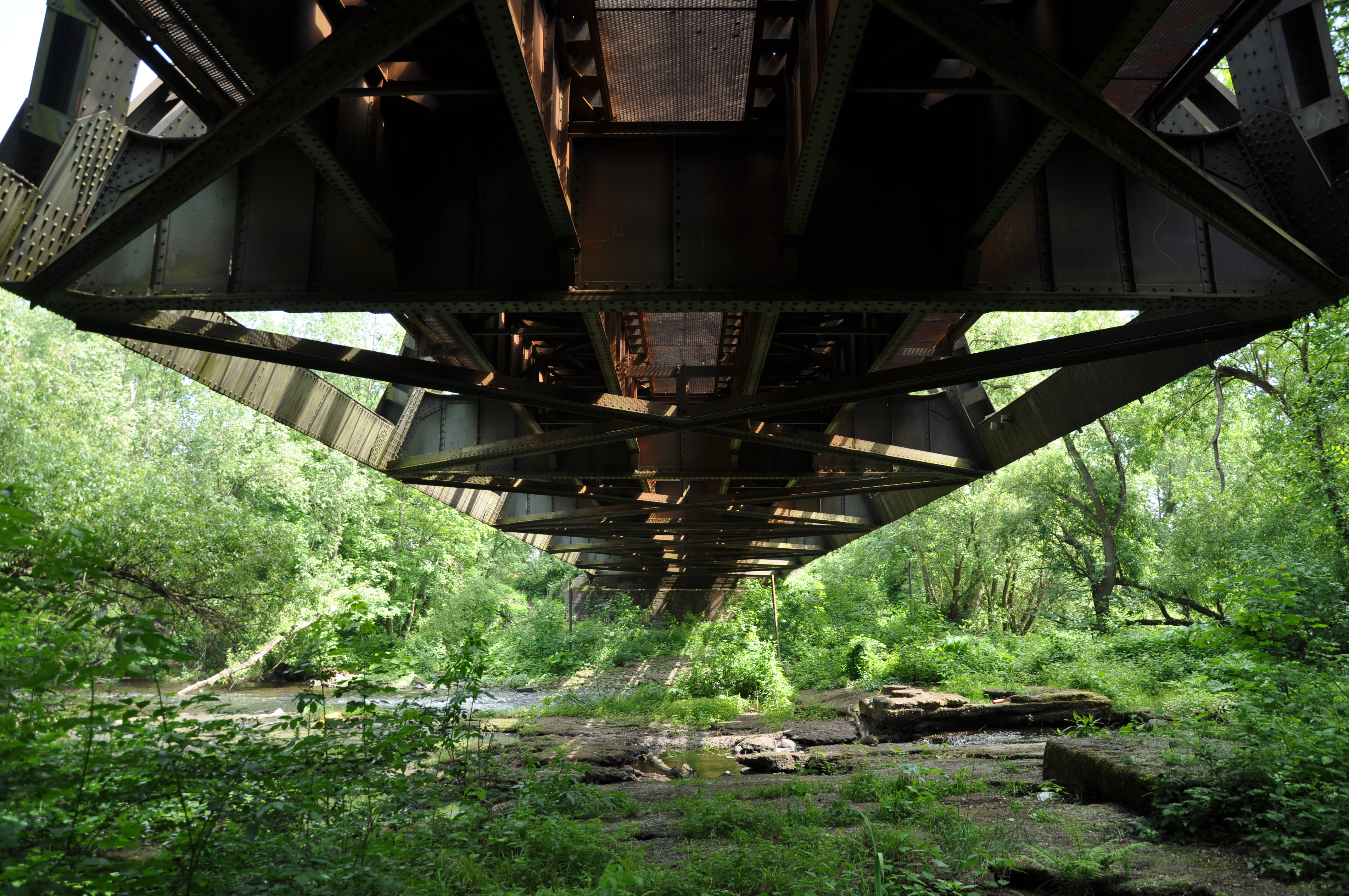
Dreigurtbrücke von unten

Die Brücke wurde zwischen 1928 und 1929 nach einem Entwurf von Reichsbahnoberrat Robert Tils, der 1928 in Berlin mit dem Thema Dreigurtbrücke promoviert hatte, errichtet. Die Stahlfachwerkkonstruktion mit untenliegender Fahrbahn war die erste Dreigurtbrücke der Welt und wurde am 3. August 1930 in Betrieb genommen. Sie ersetzte eine ältere massive Steinbogenbrücke mit fünf gewölbten Öffnungen, die aus der Bauzeit der 1841 eröffneten Eisenbahnstrecke Köln–Aachen stammte, und deren Reste noch heute sichtbar sind. Im Verlauf des Zweiten Weltkriegs wurde die Dreigurtbrücke zerstört und lag in der Rur. Sie konnte aber nach dem Krieg instand gesetzt werden.
Die Dreigurtbrücke steht seit 1989 unter Denkmalschutz, sie ist unter Nr. 1/072 in die Denkmalliste der Stadt Düren eingetragen. In der Presse wurde 2014 bekannt gegeben, dass die Brücke baufällig und eine Sanierung nicht mehr wirtschaftlich möglich ist. Der Dreigurtbrücke droht der Abriss.